# 望月茉莉
望月 茉莉（もちづき まり、1991年11月15日 - ）は、日本のタレント、元グラビアアイドル。

## 来歴・人物
埼玉県出身。
特技は少林寺拳法、早口言葉、ウィンク。
趣味はサバイバルゲーム、漫画、ゲーム全般（格闘系、ホラー系、ゴシック系）。
2012年、『ミスヤングチャンピオン2012』セミファイナリスト。2014年、『ミスアクション2015』ファイナリスト。
姉と弟がおり、弟は俳優の牧島輝。
2020年1月23日、同年春に大学院に進み臨床心理学を学び、実習としてカウンセリングも行うため、グラビアアイドルを卒業することを自身のTwitterで表明した。グラビアアイドルを卒業する理由は、とても繊細なカウンセリングという仕事とグラビアの仕事は同時に行うべきではないと判断したためである。

## 出演

### テレビ
- 2014年8月 - ゴッドタン（テレビ東京）
- 2014年12月 - 真夜中のおバカ騒ぎ!（TOKYO MX、チバテレ）

### Vシネマ
- 2014年6月 - 太陽の戦士レオーナ　お化け怪人ウラメシヤの巻（禅ピクチャーズ） - レオーナV 役
- 2015年3月 - 乙女ヶ町防衛少女隊（禅ピクチャーズ） - 水崎あおい 役
- 2019年2月 - マイティーハニー洗脳魔人レベレベ編（禅ピクチャーズ） - マイティーハニー/高柳美紀 役

### イベント
- 2014年5月 - Fresh!撮影会のPhotoSession（秋葉原スタジオにて開催）に出演[1]

## 作品

### DVD
- 望月茉莉 やさしく妄想ラブ（2015年1月30日発売　スパイスビジュアル）
- 純情ロマンス（2016年7月21日発売　ギルド）

### 写真集
- いもうとわんこ（2012年5月8日、サンワムック）